# Lluvia ácida

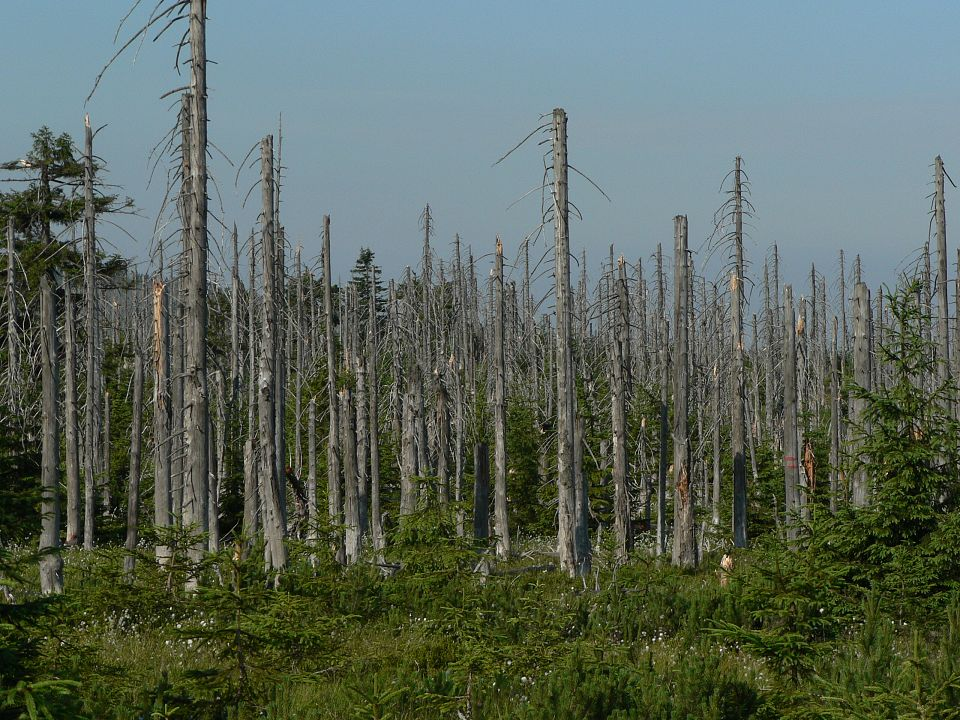
Efectos de La lluvia ácida en un bosque de la República Checa.

La lluvia ácida se forma cuando la humedad del aire se combina con óxidos de nitrógeno y dióxido de azufre o trióxido de azufre emitidos por fábricas, centrales eléctricas, calderas de calefacción y vehículos que queman carbón o productos derivados del petróleo que contengan azufre. En interacción con el agua de la lluvia, estos gases forman ácido nítrico, ácido sulfuroso y ácido sulfúrico. Finalmente, estas sustancias químicas caen a la tierra acompañando a las precipitaciones, lo que constituye la lluvia ácida. Destruye plantas, cosechas y jardines, entre otros. 
Se denomina así a la lluvia o cualquier otra forma de precipitación que es inusualmente ácida, lo que significa que tiene niveles elevados de iones de hidrógeno (bajo pH). La mayor parte de las aguas, incluida el agua potable, tiene un pH neutro que oscila entre 6,5 y 8,5, pero la lluvia ácida tiene un nivel de pH inferior y oscila entre 4 y 5 de media. Cuanto más ácida es la lluvia ácida, más bajo es su pH. La lluvia ácida puede tener efectos nocivos sobre las plantas, los animales acuáticos y las infraestructuras. La lluvia ácida está causada por las emisiones de dióxido de azufre y óxido de nitrógeno, que reaccionan con las moléculas de agua en la atmósfera para producir ácidos.
Se ha demostrado que la lluvia ácida tiene efectos adversos en los bosques, agua dulce, suelos, microbios, insectos y formas de vida acuática. En ecosistemas, la lluvia ácida persistente reduce la durabilidad de la corteza de los árboles, dejando la flora más susceptible a factores de estrés ambiental como la sequía, el calor/frío y la infestación de plagas. La lluvia ácida también es capaz de perjudicar la composición del suelo al despojarlo de nutrientes como el calcio y el magnesio, que desempeñan un papel en el crecimiento de las plantas y en el mantenimiento de un suelo sano. En lo que respecta a las infraestructuras humanas, la lluvia ácida también provoca el descascarillado de la pintura, la corrosión de estructuras de acero como puentes y la erosión de edificios y estatuas de piedra, además de afectar a la salud humana.
Algunos gobiernos, incluidos los de Europa y Norteamérica, han realizado esfuerzos desde la década de 1970 para reducir la emisión de dióxido de azufre y óxido de nitrógeno a la atmósfera mediante normativas sobre contaminación atmosférica. Estos esfuerzos han tenido resultados positivos debido a la amplia investigación sobre la lluvia ácida que comenzó en la década de 1960 y a la información divulgada sobre sus efectos nocivos. La principal fuente de compuestos de azufre y nitrógeno que dan lugar a la lluvia ácida son antropogénicos, pero los óxidos de nitrógeno también pueden producirse de forma natural por rayos y el dióxido de azufre es producido por erupciones volcánicas.
Los contaminantes atmosféricos primarios que dan origen a la lluvia ácida pueden recorrer grandes distancias, ya que son trasladados por el viento a cientos o miles de kilómetros antes de precipitar en forma de rocío, lluvia, llovizna, granizo, nieve, niebla o neblina. Cuando la precipitación se produce puede provocar deterioro en el medio ambiente.
La lluvia normalmente presenta un pH de aproximadamente 5,65 (ligeramente ácido), debido a la presencia del CO2 atmosférico, que forma ácido carbónico, H2CO3. Se considera lluvia ácida si presenta un pH menor que 5 y puede alcanzar el pH del vinagre (pH 3), valores que se alcanzan cuando en el aire hay uno o más de los gases citados.

## Formación
- Una gran parte del SO2 (dióxido de azufre) emitido a la atmósfera procede de la emisión natural que se produce por las erupciones volcánicas, que son fenómenos irregulares. Sin embargo, una de las fuentes de SO2 es la industria metalúrgica.
- El SO2 puede proceder también de otras fuentes, como por ejemplo del  sulfuro de dimetilo, (CH3)2S, u otros derivados, o como sulfuro de hidrógeno, H2S. Estos compuestos se oxidan con el dióxido atmosférico dando SO2. Finalmente el SO2 se oxida a SO3 (interviniendo en la reacción radicales hidroxilo y oxígeno) y este SO3 puede quedar disuelto en las gotas de lluvia. Las emisiones de SO2 se generan en procesos de obtención de energía: el carbón, el petróleo y otros combustibles fósiles contienen azufre en unas cantidades variables (generalmente más del 1 %), y, debido a la combustión, el azufre se oxida a dióxido de azufre.

S + O2 → SO2
Los procesos industriales en los que se genera SO2, por ejemplo, son los de la industria metalúrgica. En la fase gaseosa el dióxido de azufre se oxida por reacción con el radical hidroxilo por una reacción intermolecular.
SO2 + OH· → HOSO2
seguida por
HOSO2· + O2 → H2O· + SO  3
En presencia del agua atmosférica o sobre superficies húmedas, el trióxido de azufre (SO3) se convierte rápidamente en ácido sulfúrico (H2SO4).
SO3(g) + H2O(l) → H2SO4(l)
Otra fuente de dióxido de azufre son las calderas de calefacción domésticas que usan combustibles que contiene azufre (ciertos tipos de carbón o gasóleo). 
- El NO se forma por reacción entre el dioxígeno y el dinitrógeno atmosféricos a alta temperatura.

O2 + N2 → 2 NO
Una de las fuentes más importantes es a partir de las reacciones producidas en los motores térmicos de los automóviles y aviones, donde se alcanzan temperaturas muy altas. Este NO se oxida con el dioxígeno atmosférico, 
O2 + 2NO → 2 NO2
y este NO2 reacciona con el agua dando ácido nítrico (HNO3), que se disuelve en el agua.
3 NO2 + H2O → 2 HNO3 + NO

## Emisiones de sustancias químicas que provocan acidificación
El gas más importante que provoca la acidificación es el dióxido de azufre. Las emisiones de óxidos de nitrógeno que se oxidan para formar ácido nítrico son cada vez más importantes debido a los controles más estrictos de las emisiones de compuestos de azufre. 70 Tg(S) al año en forma de SO2 proceden de la combustión de combustibles fósiles y de la industria, 2,8 Tg(S) de incendios forestales y 7-8 Tg(S) al año de volcanes.

### Fenómenos naturales
Los principales fenómenos naturales que aportan gases productores de ácido a la atmósfera son las emisiones de los volcanes. Así, por ejemplo, las fumarolass del cráter Laguna Caliente del Volcán Poás crean cantidades extremadamente altas de lluvia ácida y niebla, con una acidez de hasta un pH de 2, limpiando un área de cualquier vegetación y causando frecuentemente irritación en los ojos y pulmones de los habitantes de los asentamientos cercanos. Los procesos biológicos que tienen lugar en la tierra, los humedales y los océanos también producen gases ácidos. La principal fuente biológica de compuestos de azufre es el  sulfuro de dimetilo.
El ácido nítrico en el agua de lluvia es una fuente importante de nitrógeno fijado para la vida vegetal, y también se produce por la actividad eléctrica en la atmósfera, como los rayos.
Se han detectado depósitos ácidos en hielo glaciar de miles de años de antigüedad en zonas remotas del planeta.

### Actividad humana

La central de carbón Gavin Power Plant en Cheshire (Ohio)

La lluvia ácida se forma cuando la humedad del aire se combina con óxidos de nitrógeno y dióxido de azufre o trióxido. En la actualidad, estos proviene principalmente a de emitidos por la quema de combustibles fósiles como carbón o productos derivados del petróleo que contengan azufre en fábricas, centrales eléctricas y vehículos de motor. La lluvia ácida industrial es un problema importante en China y Rusia y las zonas situadas a sotavento. Estas zonas queman carbón que contiene azufre para generar calor y electricidad.
El problema de la lluvia ácida no sólo ha aumentado con el crecimiento demográfico e industrial, sino que se ha generalizado. El uso de altas chimeneas para reducir la contaminación local ha contribuido a la propagación de la lluvia ácida al liberar gases en la circulación atmosférica regional; la dispersión desde estas chimeneas más altas hace que los contaminantes sean transportados más lejos, causando daños ecológicos generalizados. A menudo la deposición se produce a una distancia considerable a sotavento de las emisiones, siendo las regiones montañosas las que tienden a recibir la mayor deposición (debido a su mayor pluviosidad). Un ejemplo de este efecto es el bajo pH de la lluvia que cae en Escandinavia.

## Impacto
La acidificación de las aguas de lagos, ríos y mares dificulta el desarrollo de vida acuática, lo que aumenta en gran medida la mortalidad de peces. Igualmente, afecta directamente a la vegetación, por lo que produce daños importantes en las zonas forestales, y acaba con los microorganismos fijadores de nitrógeno.

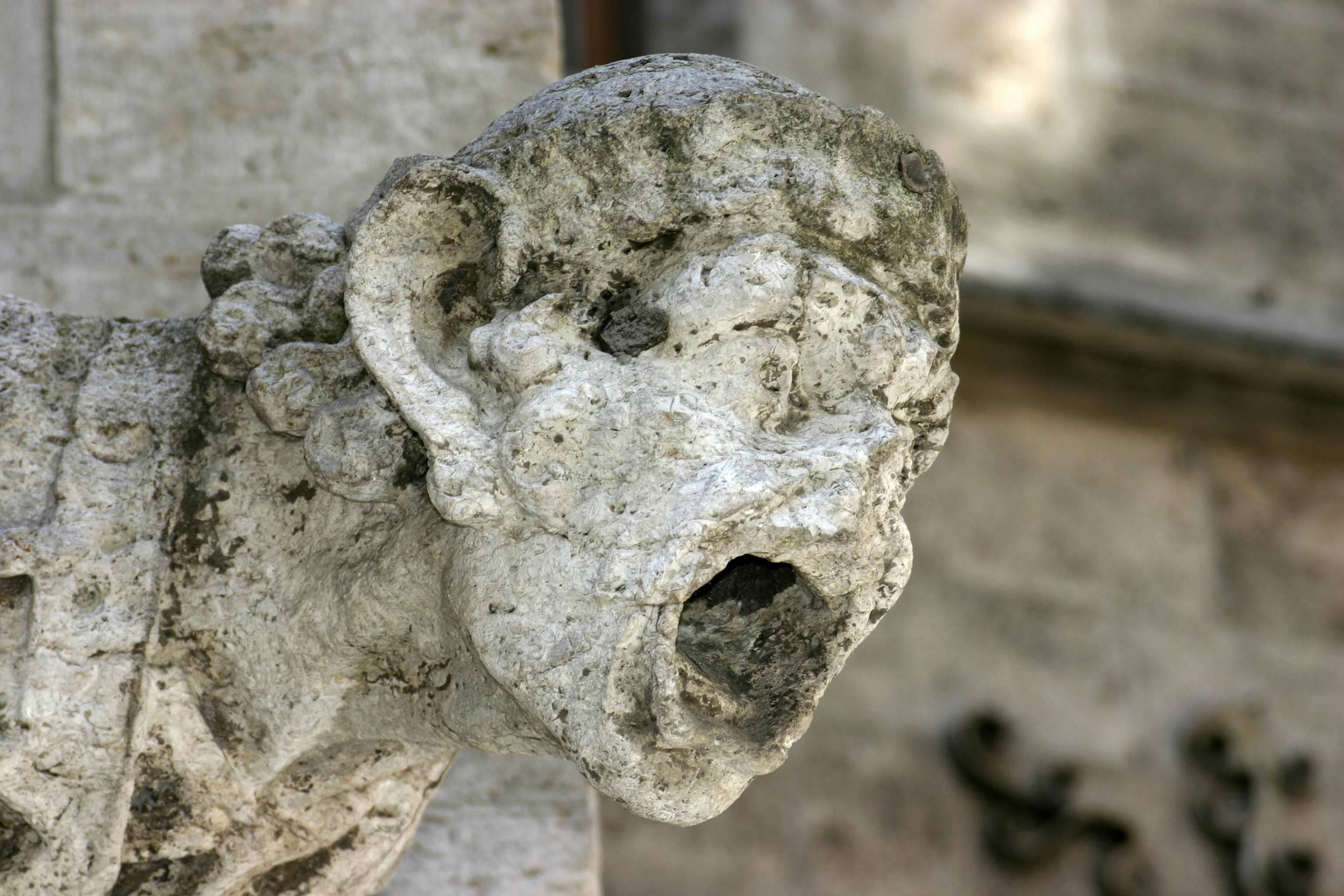
Una gárgola que ha sido dañada por la lluvia ácida.

El término "lluvia ácida" abarca la sedimentación tanto húmeda como seca de contaminantes ácidos que pueden producir el deterioro de la superficie de los materiales. Estos contaminantes que escapan a la atmósfera al quemar carbón y otros componentes fósiles reaccionan con el agua y los oxidantes de la atmósfera y se transforman químicamente en ácidos sulfúrico y nítrico. Los compuestos ácidos se precipitan, entonces, caen a la tierra en forma de lluvia, nieve o niebla, o pueden unirse a partículas secas y caer en forma de sedimentación seca.
La lluvia ácida, por su carácter corrosivo, corroe las construcciones y las infraestructuras. Puede disolver, por ejemplo, el carbonato de calcio, CaCO3, y afectar de esta forma a los monumentos y edificaciones construidas con mármol o caliza.
Un efecto indirecto muy importante es que los protones, H+, procedentes de la lluvia ácida, arrastran ciertos iones del suelo. Por ejemplo, cationes de hierro, calcio, aluminio, plomo o zinc. Como consecuencia, se produce un empobrecimiento en ciertos nutrientes esenciales y el denominado estrés en las plantas. La lluvia ácida puede ser extremadamente perjudicial para los bosques, porque empapando el suelo puede disolver los nutrientes, tales como el magnesio y el calcio, que los árboles necesitan para mantenerse sanos. La lluvia ácida también permite que el aluminio se escape al suelo, lo cual hace difícil que los árboles puedan absorber agua, que las hace más vulnerables a las plagas; y esto también genera un problema en las personas: la lluvia ácida también puede crear partículas pequeñas que al ingresar en los pulmones pueden provocar enfermedades o empeorar las ya existentes.
Los nitratos y sulfatos, sumados a los cationes lixiviados de los suelos, contribuyen a la eutrofización de ríos, lagos, embalses y regiones costeras, lo que deteriora sus condiciones ambientales naturales y afecta negativamente a su aprovechamiento.
Un estudio realizado en 2005 por Vincent Gauci de Open University, sugiere que cantidades relativamente pequeñas de sulfato presentes en la lluvia ácida tienen una fuerte influencia en la reducción de gas metano producido por metanógenos en áreas pantanosas, lo cual podría tener un impacto, aunque sea leve, en el efecto invernadero.

## Soluciones
Entre las medidas que se pueden tomar para reducir las emisiones de los agentes contaminantes de este problema, contamos con las siguientes:
- Reducir el nivel máximo de azufre en los diferentes combustibles.
- Trabajar en conjunto con las fuentes fijas de la industria para establecer disminuciones en la emisión de óxidos de azufre (SOx) y de nitrógeno (NOx), usando tecnologías para el control de emisión de estos óxidos.[24]
- Impulsar el uso de gas natural en diversas industrias.
- Introducir el Convertidor catalítico de tres vías.
- Conversión a gas en vehículos de empresas mercantiles y del gobierno.
- Ampliación del sistema de transporte eléctrico.
- Instalación de equipos de control en distintos establecimientos.
- Adición de un compuesto alcalino en lagos y/o ríos para neutralizar el pH.
- Control de las condiciones de combustión (temperatura, oxígeno, etc.).